# Amfibis
Els amfibis (Amphibia) són una classe de vertebrats tetràpodes i ectoterms. Tots els representants vivents d'aquest grup formen part del clade dels lissamfibis. Ocupen una àmplia varietat d'hàbitats. La majoria de les espècies viuen en ecosistemes terrestres, subterranis, arborícoles o d'aigua dolça. Així doncs, solen néixer en un estat larvari aquàtic, encara que n'hi ha espècies que han desenvolupat comportaments per saltar-se aquesta etapa.
En general, les cries fan una metamorfosi en la qual es transformen de larves dotades de brànquies en adults que respiren aire a través de pulmons. Els amfibis empren la pell com a superfície respiratòria secundària i, de fet, les granotes i algunes salamandres terrestres petites manquen de pulmons i depenen íntegrament de la pell. El seu aspecte evoca les sargantanes i altres rèptils similars, però aquests últims, igual que els ocells i els mamífers, són amniotes i no els calen masses d'aigua per criar. La complexitat de les seves necessitats reproductives i la permeabilitat de la seva pell fan que els amfibis es considerin indicadors ecològics en molts ecosistemes. En les últimes dècades hi ha hagut un marcat declivi de les poblacions d'amfibis que afecta nombroses espècies d'arreu del món.
Els primers amfibis evolucionaren durant el període Devonià a partir de sarcopterigis tetrapodomorfs que havien desenvolupat pulmons rudimentaris com a adaptació a la vida a terra ferma. En el Carbonífer i el Permià, es diversificaren i esdevingueren els animals dominants dels seus nínxols ecològics, cosa que no impedí que posteriorment fossin arraconats pels primers rèptils i els sinàpsids basals en els medis terrestres. Els ordres moderns d'amfibis s'estengueren als períodes del Triàsic i Juràssic (Mesozoic) Foren els primers vertebrats a estar adaptats a una vida semiterrestre i, malgrat que la majoria d'espècies poden viure fora de l'aigua, necessiten tornar-hi per la fertilització i la posta dels ous. A més, la primera etapa de la seva vida lliure sol ser totalment aquàtica.
Les característiques principals són la pell rica en glàndules i altament vascularitzada que permet la respiració cutània, i la metamorfosi que experimenten en passar de la fase larvària a la fase adulta. N'hi ha unes 7.614 espècies que són classificades en tres ordres: els anurs (granotes i gripaus), els urodels (salamandres i tritons) i les cecílies o gimnofions, que són els amfibis menys coneguts.
Els amfibis són animals de sang freda no amniotes. Això vol dir que els seus ous, a diferència dels dels ocells, rèptils i mamífers, no estan protegits de la dessecació per una sèrie de membranes. Els amfibis adults també tenen aquest problema, car tenen una pell mancada de plomes, pèl o escates que ha de romandre humida per permetre la respiració. El cor dels amfibis té tres cambres i és l'element cabdal d'un sistema circulatori doble.
Filogenèticament, els amfibis són definits com tots els descendents de l'avantpassat comú més recent dels anurs, els urodels i els gimnofions, i tots els seus descendents (tot i que la classificació també pot incloure els temnospòndils, extints des del Cretaci, i els lepospòndils, que s'extingiren al Permià). Això implica que alguns grups d'«amfibis» extints no són membres del grup terminal Amphibia, tot i que la majoria d'ells tenen moltes de les característiques típiques dels amfibis. Aquests animals són situats sovint directament dins el clade dels tetràpodes.

## Morfologia i fisiologia
Els amfibis són, des del punt de vista taxonòmic, tetràpodes, un grup de vertebrats, amb els quals comparteixen, entre altres trets morfològics, una elevada cefalització, la presència d'una columna vertebral i la presència de quatre extremitats en els estadis adults.
A diferència d'altres tetràpodes, el cap dels amfibis queda unit directament al tronc, de manera que manquen de coll. Tenen una boca, ulls amb una parpella superior i una altra d'inferior, narius, orelles (en forma d'orificis) i glàndules paratiroïdals. El tronc pot acabar en una cua o no. Tant els caudats com els gimnofions la conserven al llarg de tota la vida, mentre que els anurs actuals no tenen cua en fase adulta. A la part posterior del tronc hi ha un orifici (cloaca), on desemboquen l'aparell digestiu, l'excretor i el reproductor.

### Esquelet

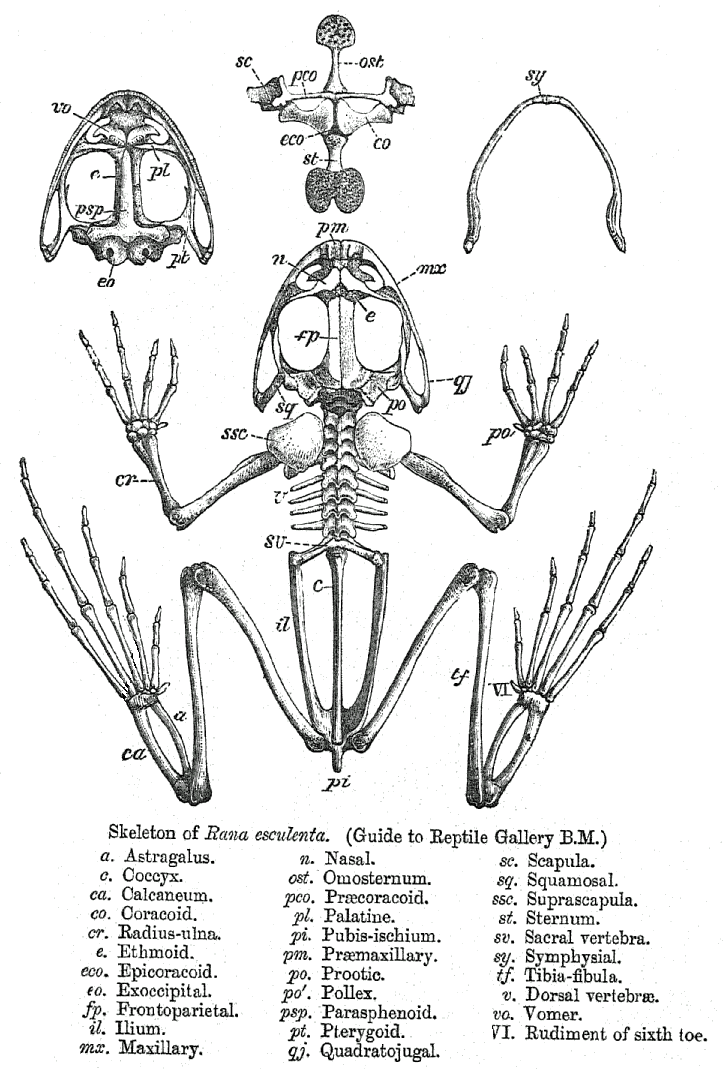
Esquelet de Rana esculenta.

Els amfibis tenen un crani pla i un esquelet sovint reduït; per exemple, la majoria d'amfibis (i particularment els anurs superiors) manquen de costelles autèntiques. Basant-se en la prominència de les vèrtebres dorsals, es poden traçar classificacions filogenètiques (com per exemple la que separa arqueobatracis, mesobatracis i neobatracis). La pelvis, si no està absent, està ancorada a les apòfisis transversals de les vèrtebres sacres. Mentre que els anurs solen tenir unes vuit vèrtebres dorsals (amb un marge d'entre cinc i nou), els salamàndrids en poden tenir entre 30 i 100. Aquesta diferència també es mostra en la mida dels animals; algunes espècies de granotes poden mesurar menys d'un centímetre, mentre que les salamandres gegants poden acostar-se al metre i mig.
En els amfibis que tenen dents a la mandíbula o al paladar, són petites i mancades d'arrel, i es renoven constantment.
La cintura escapular dels primers amfibis era gairebé idèntica a la dels peixos osteolepiformes, tret de la presència d'un nou os dèrmic, l'interclavular (absent en els amfibis moderns). La cintura escapular presentava dos elements diferenciats; d'una banda, els elements derivats endocondrals de l'aleta del precursor pisciforme ancestral, que servien per subministrar una superfície d'articulació a l'extremitat; de l'altra, un anell d'ossos d'origen dèrmic (escates cutànies) que s'havien enfonsat vers l'interior.
La cintura pelviana està molt més desenvolupada. En tots els tetràpodes, està formada per tres ossos principals: l'ílium en posició dorsal i, ventralment, el pubis en posició anterior i l'isqui en posició posterior; al punt d'unió d'aquests tres ossos es forma l'acetàbul, on s'articula el cap del fèmur.

### Potes
Els cossos submergits en aigua experimenten una pèrdua de pes igual al pes del volum d'aigua que desplacen. En canvi, els primers tetràpodes que sortiren de l'aigua es trobaren amb el problema que els calia un esquelet molt més robust per poder sostenir el seu pes a terra ferma. En aquest sentit, el paper de les potes fou molt important.
La disposició dels ossos i músculs de les extremitats anteriors i posteriors dels tetràpodes és d'una constància sorprenent, malgrat la gran varietat d'usos pels quals es fan servir. A cada pota hi ha tres articulacions: l'espatlla (o maluc), el colze (o genoll) i el canell (o turmell).

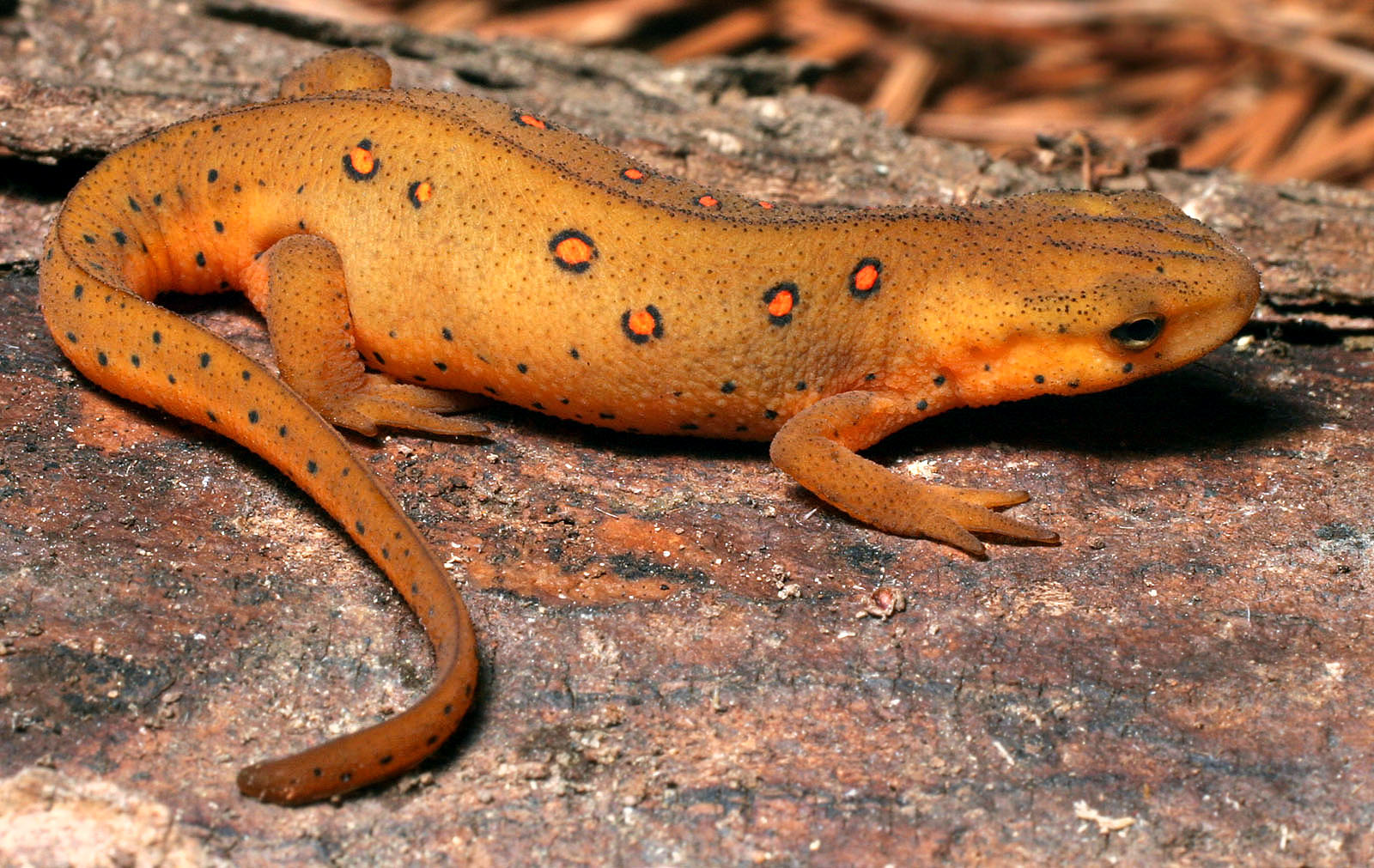
Notophthalmus viridescens és un dels amfibis que poden regenerar membres perduts.

Els amfibis disposen de dos parells de potes, que poden ser de llargada igual o diferent, i que en alguns casos estan molt poc desenvolupades o fins i tot absents (gimnofions o sirènids). Les extremitats dels amfibis són de tipus quiridi. Existeix un llarg os basal (húmer/fèmur) que s'articula a l'extrem distal amb dos ossos, el radi/tíbia i el cúbit/peroné. Aquests ossos s'articulen al canell o el turmell amb un carp o un tars, respectivament, que consisteixen, quan estan completament desenvolupats, en tres fileres d'ossets, amb tres a la filera proximal, una a la central i cinc a la distal. Cadascun dels ossets distals sosté un dit, format per nombroses falanges.
Els urodels són capaços de regenerar membres perduts per predació o per accident. Després de l'amputació, l'epidermis migra per cobrir el monyó en menys de mig dia, formant una estructura que afavoreix la regeneració. Al llarg dels dies següents es forma una massa de cèl·lules desdiferenciades en proliferació, i s'activen gens de formació de patrons que ja havien estat activats durant la formació embrionària del membre. L'extrem distal de la pota (on es trobaria la mà o peu) és el primer que es forma, i després es van afegint les porcions intermèdies del patró mitjançant intercalació. Les neurones motrius, els músculs i els vasos sanguinis creixen amb la pota regenerada, i restableixen les connexions presents abans de l'amputació. El temps que triga aquest procés varia segons l'edat de l'animal. En els adults, el membre sol tornar a ser funcional després d'1-3 mesos.

### Ectotèrmia

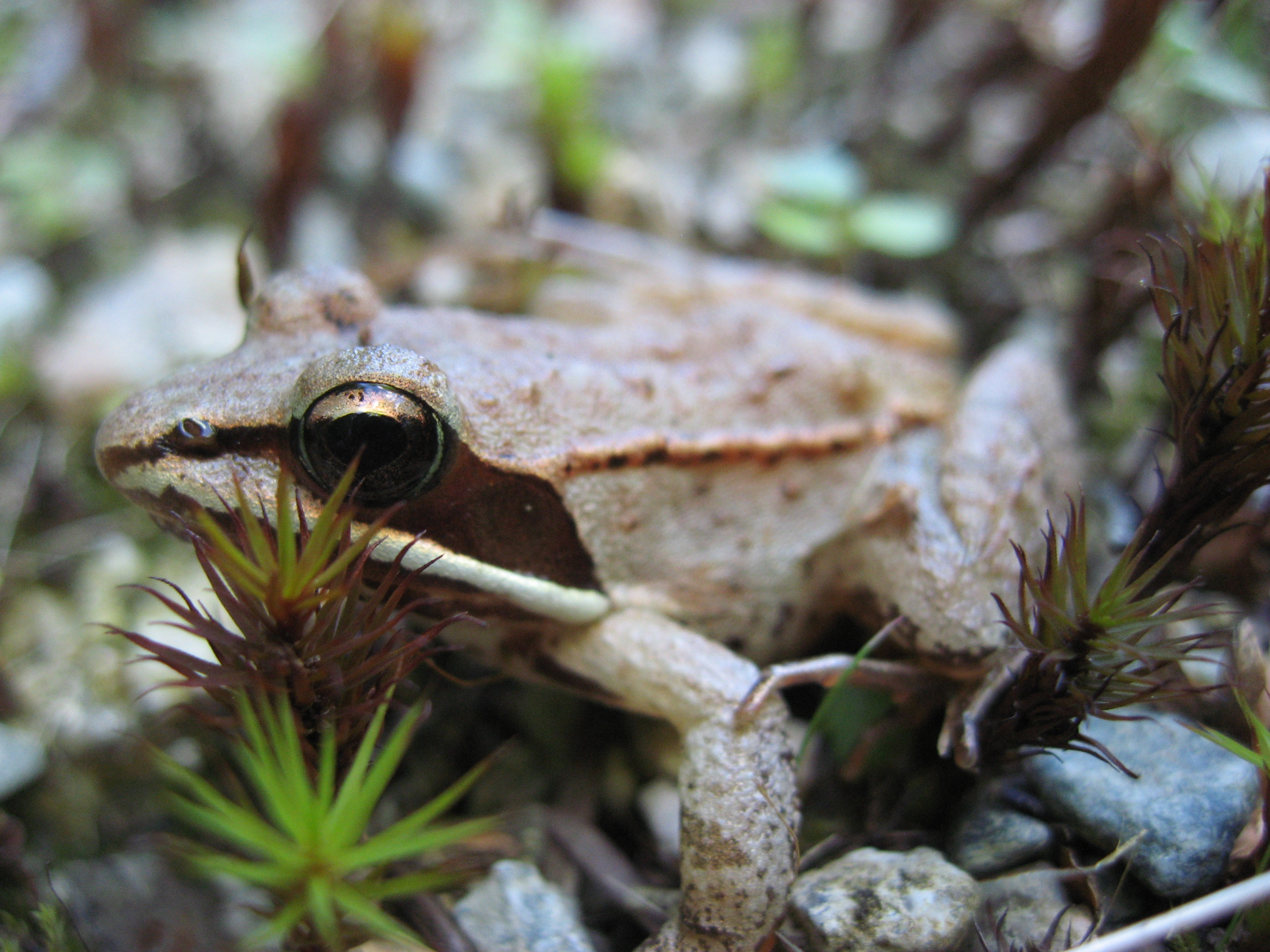
Lithobates sylvaticus pot resistir a diversos cicles de glaç-desglaç.

Els amfibis són animals ectoterms, és a dir, la seva temperatura corporal varia amb la de l'ambient. Els ectoterms no utilitzen el seu metabolisme per guanyar calor, sinó que depenen de fonts externes d'energia (sovint el Sol). Com que l'eficiència dels enzims es redueix molt si no estan a la temperatura adequada, els amfibis tenen diversos enzims diferents per cada reacció important, cadascun dels quals té una temperatura òptima diferent. Com a resultat d'això, els amfibis sovint tenen un genoma més gran i complex que el dels animals endoterms del mateix nínxol ecològic.
El fet que el metabolisme dels amfibis no els serveixi per generar la seva pròpia calor corporal no significa que siguin incapaços de sobreviure en ambients freds. Lithobates sylvaticus, que viu a la meitat septentrional de Nord-amèrica fins a Alaska, és capaç de prosperar en un clima subàrtic. És capaç d'hibernar congelada, utilitzant urea acumulada als teixits i glucosa emmagatzemada al fetge per limitar la quantitat de gel que es forma al seu cos i per reduir la contracció osmòtica de les cèl·lules. Un altre exemple és el de Koolasuchus, un gran temnospòndil del Mesozoic. A mitjans del Cretaci, els temnospòndils ja havien estat superats pels crocodilians a gairebé tot el món, però Koolasuchus aconseguí resistir a latituds antàrtiques perquè el clima era massa fred pels seus competidors crocodilians.

### Pell
El pas d'una vida aquàtica a una vida terrestre requerí una sèrie d'adaptacions per enfrontar-se a les noves condicions que imposava aquest estil de vida. D'una banda, com que ja no vivien permanentment dins de l'aigua, es feu necessària una pell que protegís els amfibis de la dessecació. Per això, la pell d'aquests animals esdevingué més espessa que la dels peixos, s'impermeabilitzà parcialment gràcies a la ceratina (una substància proteica insoluble) i desenvolupà glàndules encarregades de mantenir-ne la humitat i evitar-ne la deshidratació. L'aparició de les parpelles serví per evitar que els ulls s'assequessin. Els anurs, per exemple, en tenen tres a cada ull; una és transparent i protegeix els ulls sota l'aigua, mentre que les altres dues poden ser translúcides o opaques.

### Respiració

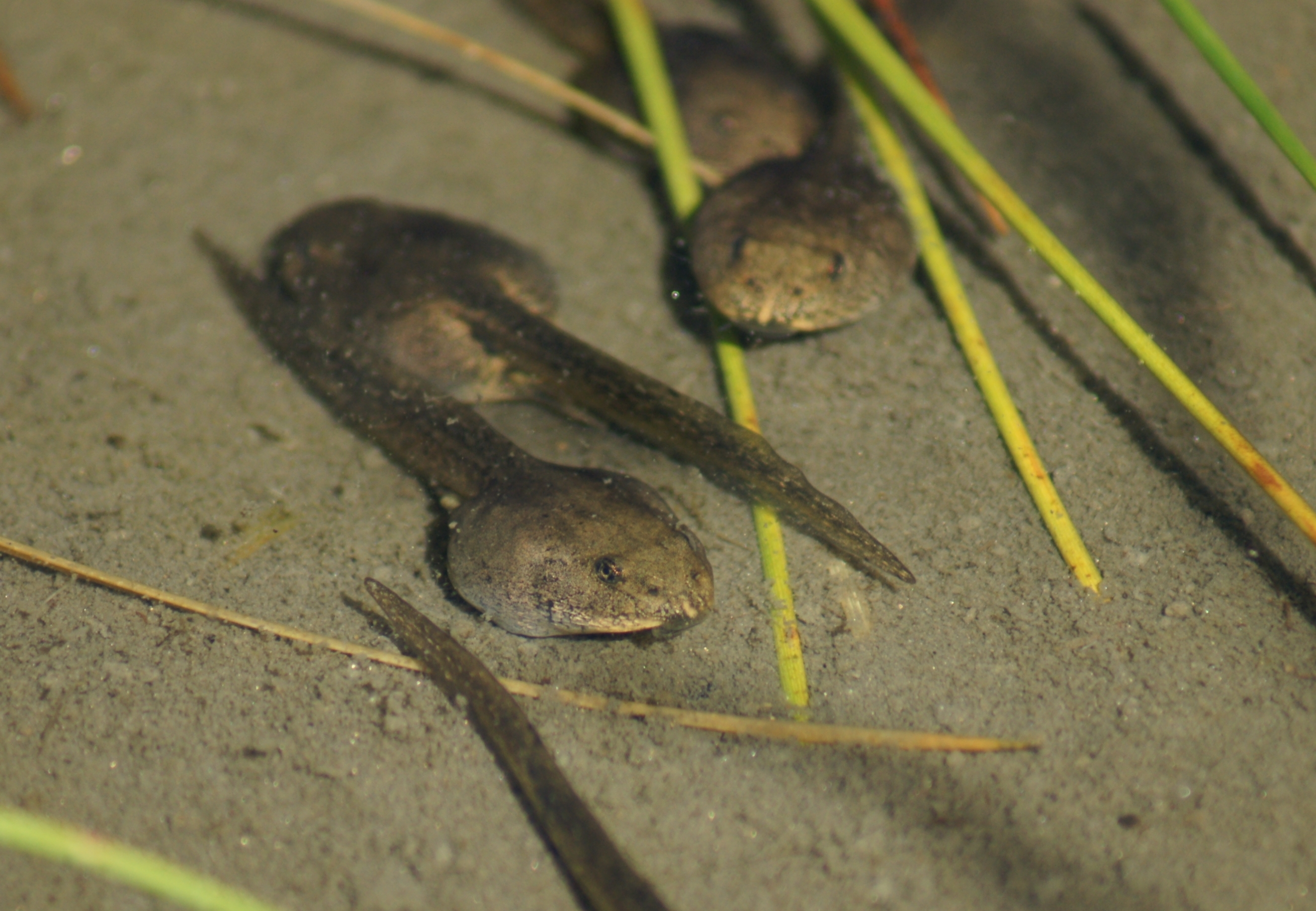
Els capgrossos respiren per mitjà de brànquies.

Durant la seva evolució, els amfibis passaren de respirar l'O₂ dissolt en l'aigua a respirar el de l'aire. Per fer-ho, substituïren les brànquies dels seus avantpassats peixos per altres òrgans respiratoris (gairebé sempre pulmons, tot i que algunes espècies no en tenen). Tanmateix, cal remarcar que les formes larvàries (els capgrossos) conserven brànquies exteriors, més ben adaptades al seu estil de vida aquàtic, i només les substitueixen per pulmons molt rudimentaris en arribar a la fase adulta.
Els pulmons són airejats per mitjà de moviments de la boca (els amfibis no tenen diafragma) i a través de la pell, altament vascularitzada i que sempre ha d'estar humida per permetre la respiració. La pell, com a element pertanyent a l'aparell respiratori, té una gran importància en alguns grups, que depenen en gran manera de la respiració cutània. N'és un exemple la família neotropical dels centrolènids, en què més del 80% s'efectua a través de la pell. En altres, els pulmons poden estar atrofiats o ser inexistents, com en les salamandres de la familia dels pletodòntids o l'anur Barbourula kalimantanensis, el primer gripau descobert sense pulmons.
Els amfibis tenen un parell de narius que es comuniquen amb la boca i que estan dotades de vàlvules que impedeixen l'entrada d'aigua, contribuint a la respiració pulmonar.

### Aparell circulatori

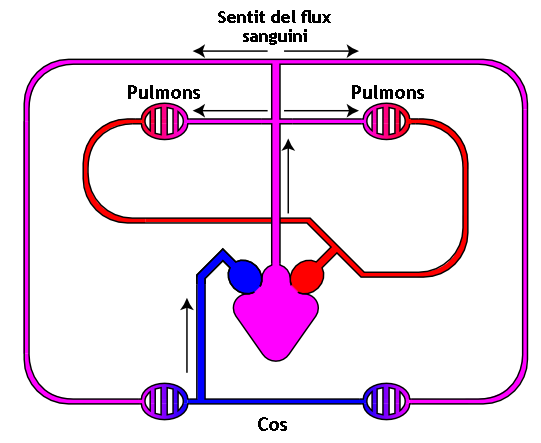
La circulació en els amfibis

Els amfibis tenen un estat larvari i un d'adult, amb una circulació diferent a cada fase.
En l'estat larvari, la circulació és semblant a la dels peixos. Surten quatre artèries de l'aorta ventral, de les quals tres van a les brànquies i l'altra comunica amb els pulmons, encara no desenvolupats, de manera que porta sang desoxigenada.
A la fase adulta, els amfibis (particularment els anurs) perden les brànquies i desenvolupen pulmons, i la circulació esdevé doble amb l'aparició d'una circulació menor que s'afegeix a la circulació major, ja existent. Tenen un cor tricameral format per un ventricle cardíac i dues aurícules (segons el cas, podrien ser considerades una única aurícula, dividida totalment o parcial). La circulació major consisteix en un trajecte general pel cos, mentre que la menor realitza un trajecte exclusivament pulmonar i incomplet, car la sang es mescla al ventricle, i en recórrer el cos conté una part oxigenada i una altra desoxigenada. A causa de la mescla entre sang venosa i sang arterial, la sang, en sortir del cor, és distribuïda mitjançant una vàlvula espiral anomenada vàlvula sigmoide, que s'encarrega d'enviar la sang oxigenada als òrgans i la desoxigenada als pulmons. El funcionament d'aquesta vàlvula encara és desconegut.

### Aparell digestiu i excretor
La boca assoleix una gran mida, i a vegades està dotada de petites dents dèbils. La llengua és carnosa i en alguns grups està subjecta per la seva part anterior i lliure per la posterior, per tal que pugui ser projectada vers l'exterior i capturar preses. Són animals engolidors, car introdueixen les preses directament al tub digestiu sense fragmentar-les gaire, molent-les simplement amb les dents maxil·lars. Aleshores, l'aliment arriba a l'estómac passant per l'esòfag. Després, continua a l'intestí prim, on es produeix gran part de la digestió. Els sucs pancreàtics i la bilis contribueixen a digerir l'aliment i extreure'n els nutrients. Quan el menjar passa a l'intestí gros, l'aigua és reabsorbida i els residus són excretats per la cloaca, una cavitat on desemboquen els aparells digestiu, urinari i reproductor, amb un únic orifici de sortida a l'exterior. La cloaca també existeix en els rèptils, els ocells i els monotremes.
Una de les adaptacions dels amfibis a la vida terrestre és l'eliminació del nitrogen residual per mitjà d'urea, en lloc d'amoníac com en el cas dels peixos. La urea requereix menys aigua i, per tant, permet estalviar una major quantitat d'aquest requisit indispensable per la vida.

### Verí

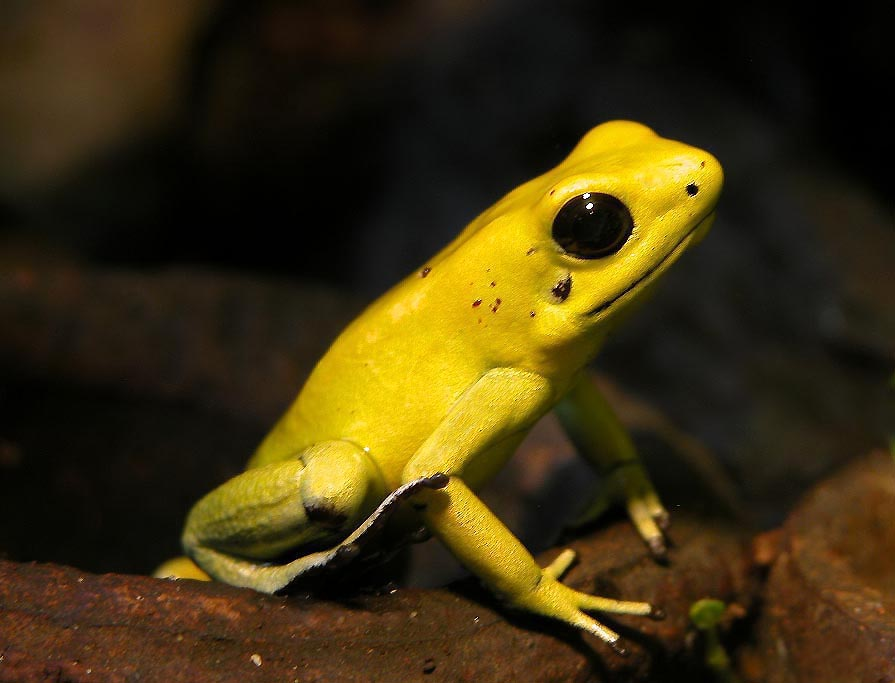
La granota verinosa daurada, el vertebrat més verinós del món.

Hi ha nombroses espècies d'amfibi que produeixen secrecions tòxiques, principalment com mecanisme d'autodefensa contra depredadors. Per exemple, s'han identificat més de cent toxines diferents de les secrecions cutànies de les granotes de la família dels dendrobàtids, especialment dels gèneres Dendrobates i Phyllobates.
Aquest últim gènere de granotes compta amb un verí extremament potent, que també es troba en unes poques espècies d'ocells passeriformes i escarabats melírids. Es tracta de la batracotoxina, un alcaloide cardiotòxic i neurotòxic que és més de mil vegades més potent que el cianur. El seu efecte neurotòxic es deu al fet que actua directament sobre els canals d'ions de sodi implicats en la generació de potencial d'acció, modificant-ne tant la selectivitat d'ions com la sensibilitat de voltatge. La batracotoxina també interfereix amb el cor, provocant arrítmies, extrasístoles, fibril·lació ventricular i altres canvis que poden causar una aturada cardíaca. La batracotoxina també indueix un alliberament massiu d'acetilcolina als nervis i músculs, així com la destrucció de vesícules sinàptiques.
En realitat, les granotes no produeixen elles mateixes la toxina. Es creu que l'obtenen quan es mengen formigues o altres insectes del seu hàbitat natural, i que al seu torn els insectes obtenen el verí d'una font vegetal. La toxina ha estat descoberta recentment en escarabats, fent que siguin la font més probable de la toxina dels ocells i les granotes. Les granotes en captivitat no produeixen batracotoxina, per la qual cosa no és perillós manipular-les. Algunes tribus ameríndies suquen les puntes de les fletxes i dels dards en verí de granota per tenir més èxit en la caça.
D'altra banda, els tritons del gènere Taricha compten amb un verí anomenat tetrodotoxina, una potent neurotoxina que també es troba en peixos globus, estrelles de mar, pops i nombrosos helmints. Tot i ser molt menys tòxica que la batracotoxina, la tetrodotoxina és igualment potencialment letal pels humans, tot i que només si és ingerida o s'absorbeix a través d'una ferida. Els científics creuen que en realitat aquesta toxina és sintetitzada per bacteris que viuen dins dels tritons, dels gèneres Pseudoalteromonas, Pseudomonas i Vibrio. Aquest verí fa que els tritons tinguin pocs depredadors naturals, però algunes espècies de serps de galons han desenvolupat una resistència genètica a la tetrodotoxina.

## Distribució i hàbitats

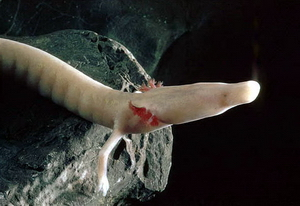
Els olms estan adaptats a un estil de vida cavernícola.

Els amfibis s'han estès gairebé arreu del món. Es troben a tots els continents tret de l'Antàrtida, tot i que en aquest últim s'hi han trobat fòssils que demostren que hi habitaren en el passat. També estan absents de nombroses illes oceàniques. La distribució dels gimnofions s'estén principalment per les àrees tropicals de Sud-amèrica, Àfrica i el sud-est asiàtic, mentre que els urodels viuen a tots els continents tret de l'Antàrtida i Oceania (tot i que la seva distribució africana és molt limitada). Els anurs tenen la distribució més extensa dels tres ordres vivents d'amfibis: les úniques regions extenses d'on són absents són l'Àrtida, l'Antàrtida, el centre d'Aràbia, el desert del Sàhara i l'illa meridional de Nova Zelanda.
Tot i que els amfibis prefereixen els hàbitats tropicals (i és en aquestes zones que hi ha la màxima diversitat), també han colonitzat una varietat d'altres hàbitats. Se'ls troba tant als deserts com les coves, en aiguamolls i a les regions polars. Tot i que algunes poques espècies poden sobreviure en aigua salabrosa i fins i tot aigua marina, i que el clade extingit dels trematosauroïdeus està adaptat a una vida marina, avui en dia no existeix cap amfibi marí.

## Etologia

### Comportament
L'estil de vida dels amfibis és tan variat com ho són la seva morfologia i els seus hàbitats. N'hi ha que són diürns, crepusculars i nocturns, i d'altres que són actius de nit i de dia. També existeixen importants diferències en el comportament social. Alguns amfibis viuen en solitari, mentre que d'altres són gregaris i viuen en grups de molts exemplars. Hi ha bastants espècies d'amfibis que són verinoses. La gran majoria d'aquestes espècies utilitzen el verí com mecanisme de defensa passiva, i només algunes espècies de salamàndrids són capaces d'administrar voluntàriament el verí als depredadors.

### Sentits
Els amfibis tenen un timpà a cada banda del cap que els permet percebre sons fora de l'aigua. Manquen d'orelles externes, i la membrana timpànica pot estar o bé exposada directament a l'exterior, o bé protegida per una capa de pell. A més dels sons transmesos per l'aire, els amfibis tenen adaptacions que també els permeten detectar amb precisió les vibracions transmeses pel sòl.

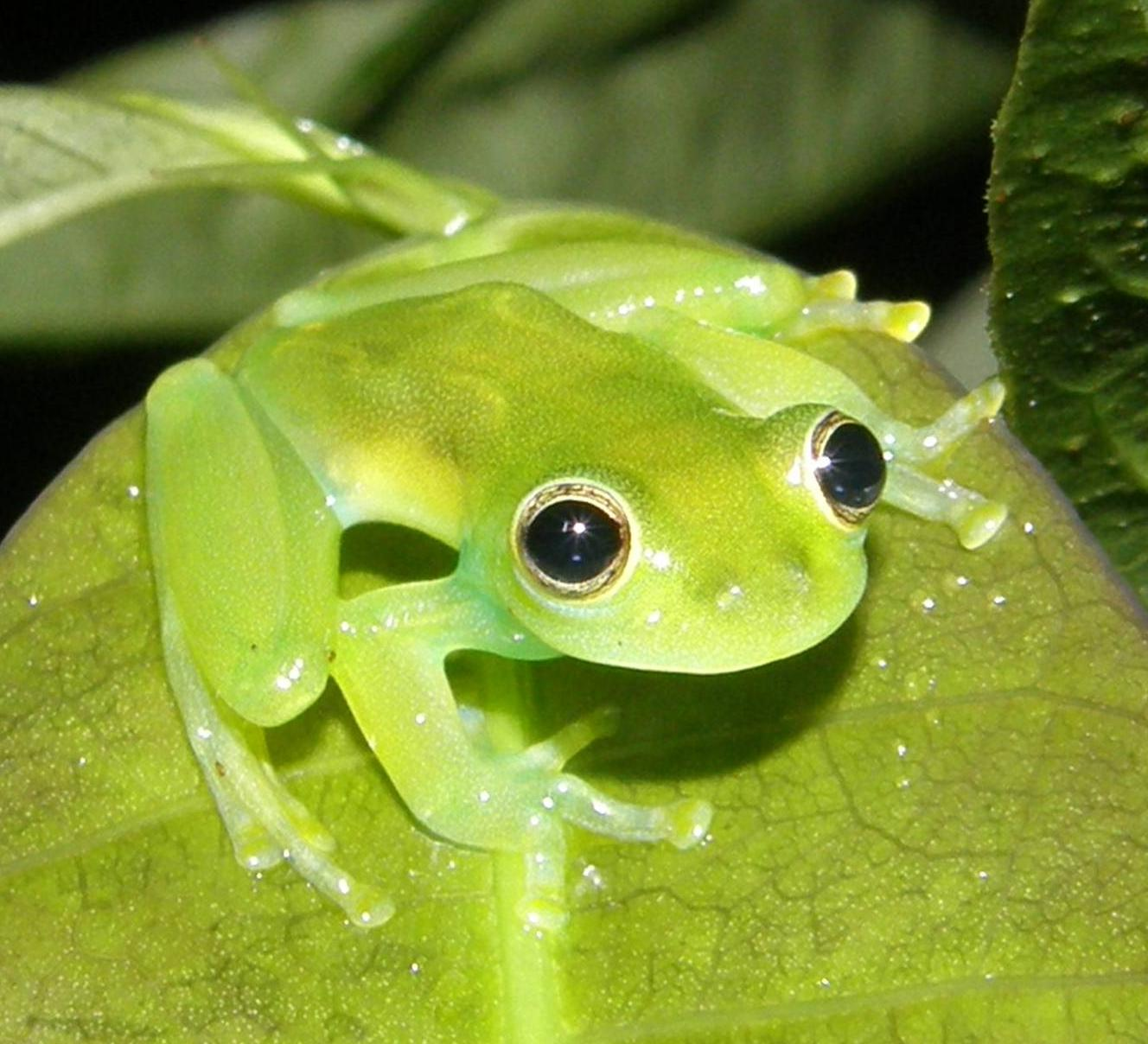
Remarqueu els ulls grossos d'aquesta Cochranella spinosa.

Els amfibis han desenvolupat un sentit del tacte molt sensible, que en les formes aquàtiques està dotat d'un sistema de línia lateral (un òrgan sensorial que serveix per detectar moviments i vibracions a les aigües que els envolten). Aquest sentit els permet detectar amenaces, com ara canvis de pressió atmosfèrica o temperatura, o fins i tot la presència de verins en l'ambient.
L'estil de vida dels amfibis determina en gran manera la qualitat del seu sentit de la vista. En les espècies depredadores, la vista sol estar ben desenvolupada, mentre que els amfibis que viuen en una foscor gairebé completa o bé tenen ulls molt reduïts, o bé no en tenen. Les espècies que tenen pupil·les amb forma d'escletxa tenen una millor visió nocturna, mentre que les pupil·les arrodonides són pròpies de les espècies amb una bona visió diürna.
El sentit de l'olfacte dels amfibis es basa al nas. Tanmateix, els gimnofions tenen un parell de tentacles situats entre els ulls i els narius que probablement serveixen per reforçar la capacitat olfactiva. Com en altres vertebrats, els amfibis utilitzen papil·les gustatives pel sentit del gust, però també disposen d'un òrgan de Jacobson, que a més de contribuir a l'olfacte també és capaç de detectar canvis químics a l'interior de la boca i feromones.

### Alimentació

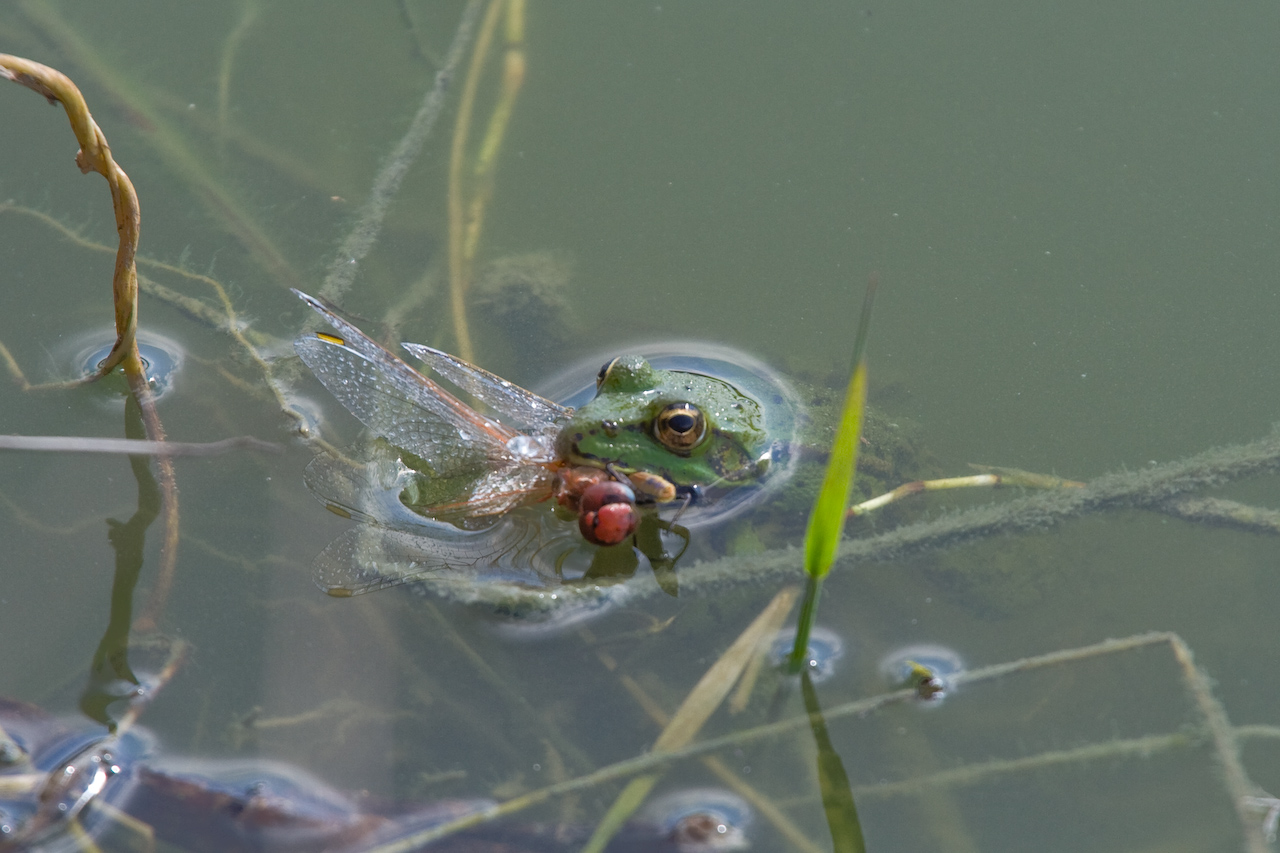
Una granota es menja un odonat.

La majoria de capgrossos són principalment herbívors, alimentant-se de plantes i algues, i en alguns casos juguen un important paper a l'ecosistema, evitant una excessiva proliferació de les algues. Algunes espècies són omnívores que també s'alimenten de detrits i, si és possible, d'altres capgrossos. Tanmateix, això últim no és gaire habitual, car tots els capgrossos d'un cos d'aigua tenen la mateixa edat i, per tant, la mateixa mida.
Gairebé totes les espècies d'amfibi són carnívores a la fase adulta, alimentant-se d'invertebrats com ara artròpodes, anèl·lids i gastròpodes. Algunes espècies grans poden caçar preses com ara petits mamífers, peixos, i amfibis més petits. Algunes granotes i salamandres utilitzen les seves llengües enganxifoses per caçar preses ràpides, mentre que d'altres l'atrapen i se la fiquen a la boca amb les mans. Tanmateix, hi ha algunes espècies d'amfibis que mengen principalment plantes. L'alimentació dels gimnofions ha despertat l'interès dels científics; els continguts de l'estómac de molts exemplars adults inclouen material vegetal i detrits, a més de restes d'insectes. Alguns científics han suggerit que aquests elements formen part de la dieta dels gimnofions, mentre que d'altres diuen que aquests elements no són més que l'aliment dels cucs de terra que es mengen els amfibis.

## Reproducció
Els amfibis són dioics, és a dir, tenen sexes separats, i en molts casos hi ha dimorfisme sexual. Presenten fecundació interna i externa (sobretot els urodels), i la majoria d'ells són ovípars. Com que els ous no tenen protecció contra la dessecació, la posta normalment es duu a terme en aigua dolça, i la femella pon una miríada de petits ous units per una substància gelatinosa, que també els cobreix, protegint-los dels cops, dels organismes patògens i dels depredadors. Els pares no solen cuidar de les cries, car la majoria d'espècies tenen una estratègia reproductiva R. Algunes excepcions són el calàpet de Surinam, la granota de Darwin o les espècies del gènere Rheobatrachus, extintes des de la dècada del 1980.
Els amfibis han de romandre a prop de l'aigua, com mínim per reproduir-se. Això és cert fins i tot en el cas de les espècies adaptades a climes secs, tot i que algunes, com les granotes del gènere Eleutherodactylus o les salamandres sense pulmons, no necessiten aigües obertes.
Cal destacar el repertori de vocalitzacions que tenen els mascles de molts grups d'anurs, que són específiques de cada espècie i que emeten per mitjà de sacs vocals, la laringe i els pulmons.

### Ous, fase larvària i metamorfosi

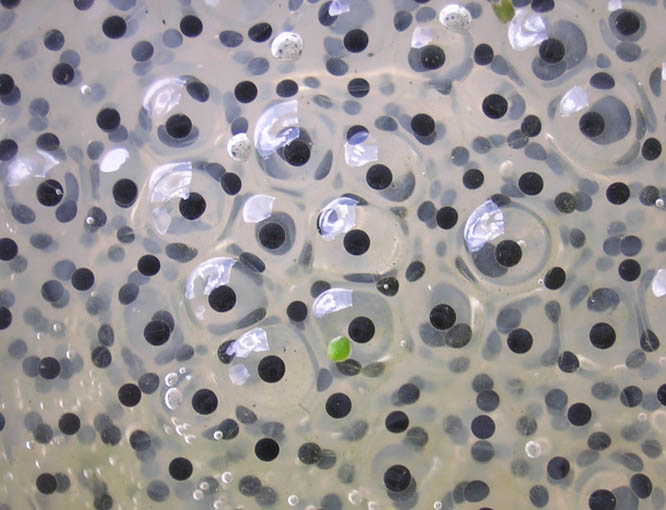
Fresa d'amfibis

Desenvolupament de la fresa

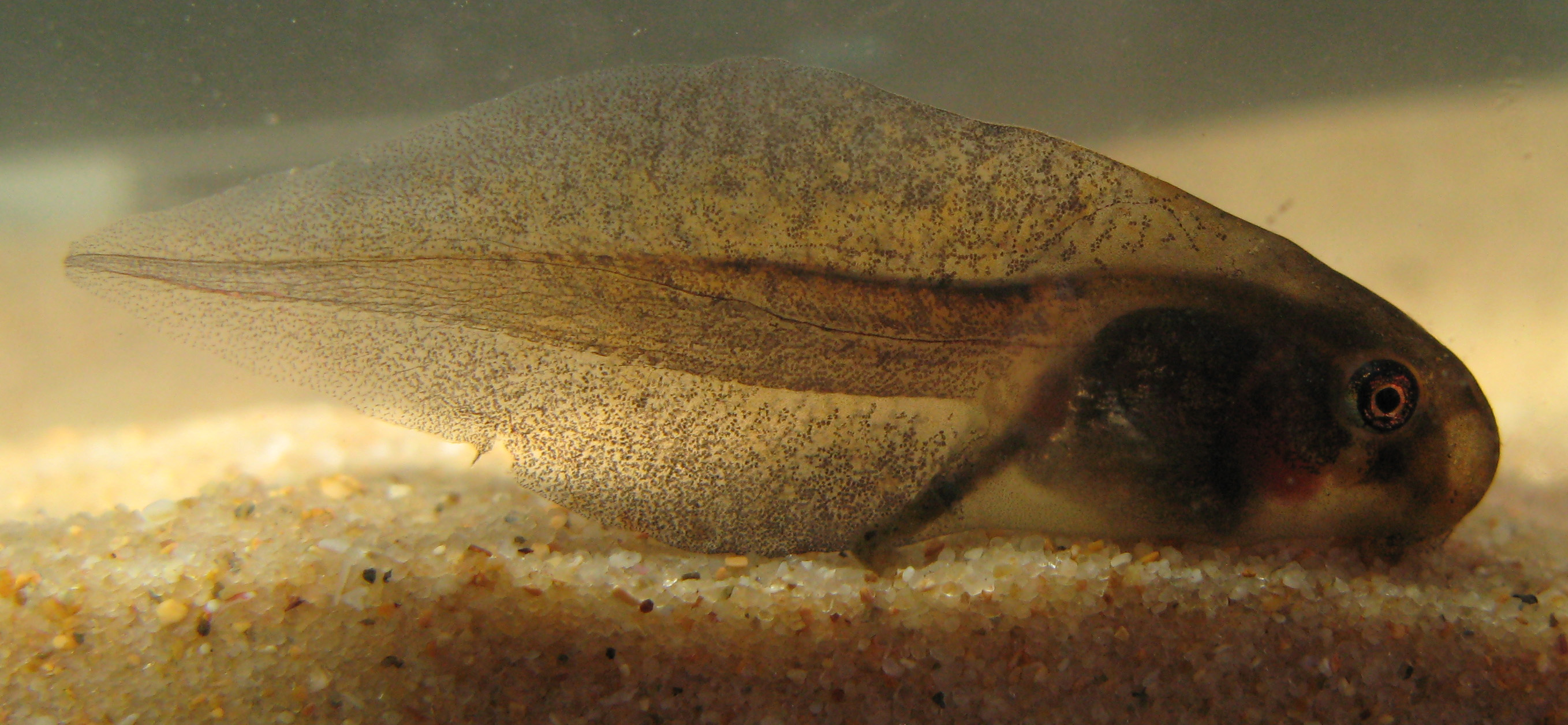
Capgròs de Paracrinia haswelli

El cicle vital dels amfibis comença amb un ou. Les femelles solen pondre una fresa (una massa de milers d'ous) dins l'aigua. Els ous són molt vulnerables a la predació, de manera que els amfibis han desenvolupat moltes estratègies per assegurar la supervivència de la pròxima generació. A les àrees més fredes, l'embrió és negre per absorbir més calor del sol, cosa que n'accelera el desenvolupament. Sovint, això implica una reproducció síncrona. Molts exemplars criaran alhora, aclaparant les accions dels depredadors. La majoria de descendència morirà a causa de la depredació, però hi ha una major possibilitat que alguns sobrevisquin. Una altra manera en què algunes espècies eviten els depredadors i patògens als quals estan exposats els ous és pondre'ls en fulles sobre un estany, amb una capa gelatinosa dissenyada per conservar humitat. En aquestes espècies, els capgrossos cauen a l'aigua quan fan eclosió. Els ous d'algunes espècies que ponen fora de l'aigua poden detectar les vibracions de vespes o serps depredadores pròximes, i es desclouen abans per evitar ser menjats. Algunes espècies, com el gripau gegant, ponen ous verinosos per minimitzar la depredació. Mentre que la durada de la fase d'ou depèn de l'espècie i les condicions ambientals, els ous aquàtics solen descloure's en una setmana. Altres espècies acaben la fase larvària dins els ous o la mare, o tenen un desenvolupament directe.
Els ous es desclouen i continuen com capgrossos, que solen tenir el cos oval i una llarga cua aplanada sobre el pla vertical. En general, les larves d'amfibis són completament aquàtiques, amb l'excepció d'alguns gimnofions que també poden passar temps en sòls humits o la granota Nannophrys ceylonensis, els capgrossos de la qual són semiterrestres i viuen en roques humides. Les larves manquen de pulmons, parpelles i potes, i tenen un esquelet cartilaginós, un sistema de línia lateral, brànquies (en un principi externes, i després internes) i una cua amb plecs dorsals i ventrals per nedar. Algunes espècies, que sofreixen la metamorfosi dins l'ou i es desclouen amb la forma d'adults però més petites, mai no desenvolupen brànquies, sinó que tenen zones especialitzades de la pell que s'encarreguen de la respiració. Els capgrossos també manquen de dents autèntiques, però les mandíbules de la majoria d'espècies solen tenir dues fileres allargades i paral·leles de petites estructures ceratinitzades anomenades ceradonts al maxil·lar superior, mentre que el maxil·lar inferior en té tres, envoltades per un bec corni, però el nombre de fileres pot ser absent o inexistent, o molt més elevat. Les larves són típicament herbívores, i s'alimenten principalment d'algues, incloent-hi diatomees que filtren de l'aigua mitjançant les brànquies. Algunes espècies són carnívores a la fase de capgròs, alimentant-se d'insectes, capgrossos més petits i peixos. S'ha observat canibalisme entre els capgrossos.
Els capgrossos són molt vulnerables a la depredació per part de peixos, tritons, escarabats d'aigua depredadors i ocells com ara alcedínids. La fase de capgròs pot durar només una setmana, o en algunes espècies els capgrossos poden hibernar i fer la metamorfosi l'any següent. En els pípids (excepte Hymenochirus), els capgrossos tenen un parell de bigotis anteriors que fan que semblin petits peixos gat.

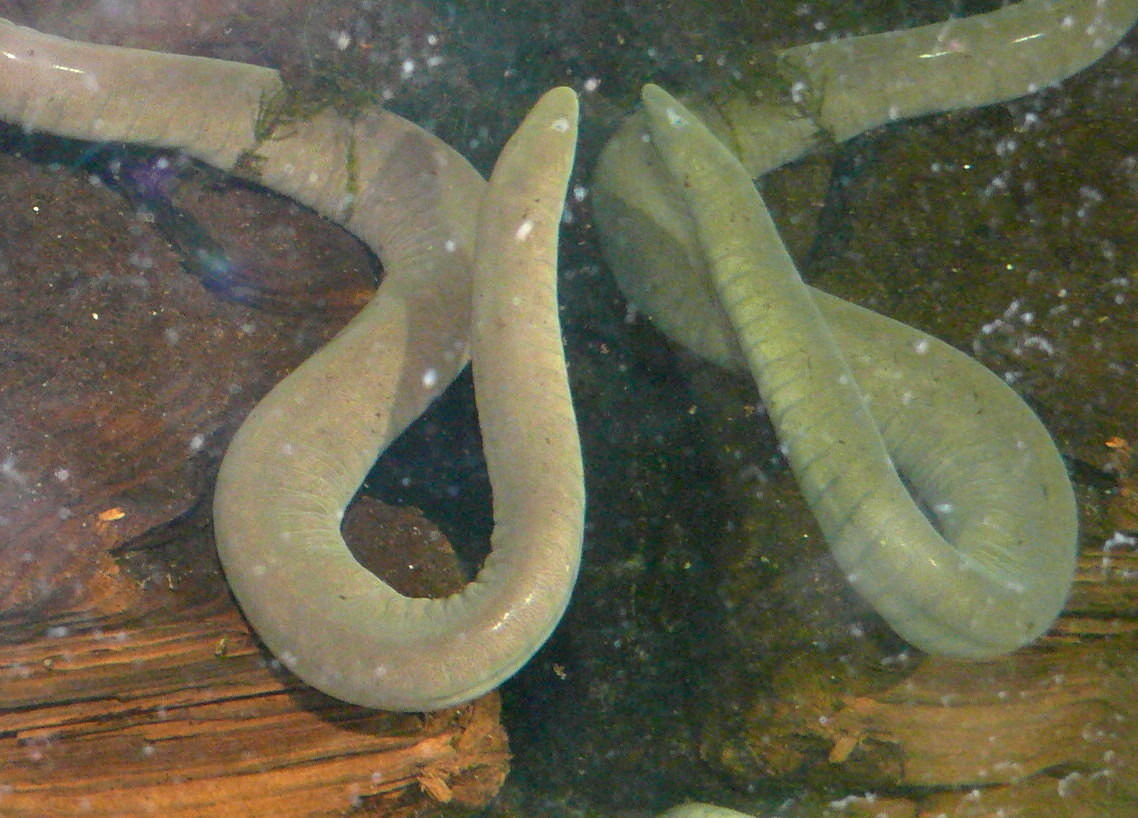
Typhlonectes compressicauda adult

Amb l'excepció de la base de la cua, on algunes estructures vertebrals es desenvolupen per donar origen a l'urostil en un moment posterior de la vida, la cua manca dels elements sòlids, segmentaris, esquelètics de cartílag o teixit ossi que són típics de la resta de vertebrats, tot i que evidentment conté un notocordi.
A la fi de la fase larvària, els amfibis sofreixen una metamorfosi, per la qual passen a la fase adulta. La metamorfosi significa una transformació dramàtica de la morfologia i de la fisiologia, a mesura que els capgrossos desenvolupen potes posteriors, després potes anteriors, perden les brànquies i desenvolupen pulmons. Els seus intestins s'escurcen a mesura que passen d'una dieta herbívora a una de carnívora. Els ulls migren rostralment i dorsal, permeten la visió binocular dels adults. Aquest canvi en la posició dels ulls representa el pas de ser presa a ser depredador, a mesura que el capgròs es desenvolupa i depèn menys d'un camp de visió ample, i més de la percepció de la profunditat. La fase final del desenvolupament implica apoptosi (mort cel·lular programada) i reabsorció de la cua. Després de la metamorfosi, els adults joves poden deixar l'aigua i dispersar-se en hàbitats terrestres, o continuar vivint a l'hàbitat aquàtic com adults.

### Longevitat

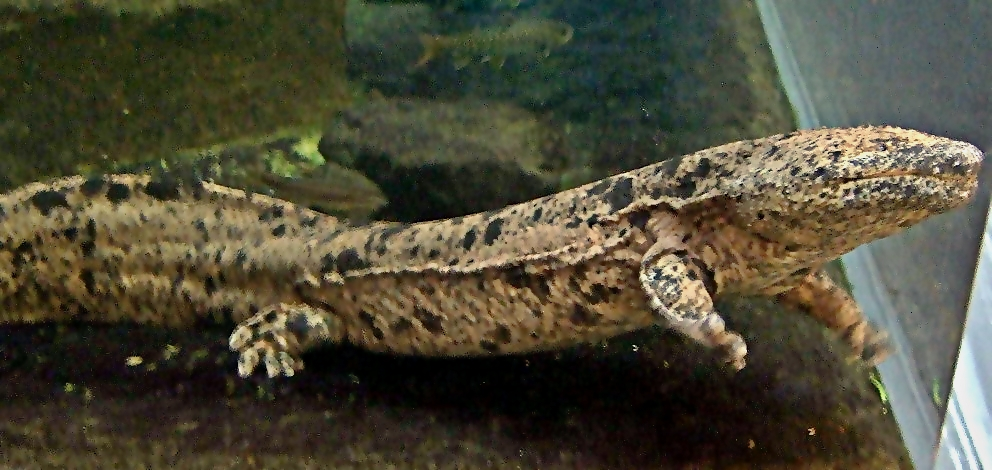
L'amfibi més longeu conegut fou una salamandra gegant del Japó que visqué cinc dècades i mitja.

Se sap que l'esperança de vida dels amfibis és tan variada com el seu mode de vida o la seva fisiologia. Tanmateix, el que es coneix de la seva longevitat s'ha après a partir de l'estudi d'un nombre relativament reduït d'espècies; la majoria d'estudis sobre la longevitat s'han fet sobre animals salvatges, i podria ser que se subestimés fins i tot l'esperança de vida en captivitat. S'ha observat una tendència dels amfibis a viure més temps que mamífers d'una mida similar. Sembla que el desenvolupament i la longevitat dels amfibis és molt més variable i dependent de les condicions ambientals que en els mamífers. Les espècies que viuen en regions nòrdiques o muntanyoses tendeixen a viure més temps i a assolir la maduresa més tard, possiblement a causa de la hibernació. S'ha observat un envelliment gradual com en els mamífers, però algunes espècies d'amfibi poden presentar un envelliment negligible, incloent-hi neurogènesi i ovogènesi en la fase adulta. Algunes espècies d'amfibis només viuen uns pocs mesos, però la majoria de les espècies viuen almenys alguns anys i algunes salamandres fins i tot superen els 50 anys (el rècord conegut és el d'una salamandra gegant del Japó que visqué 55 anys).

## Conservació

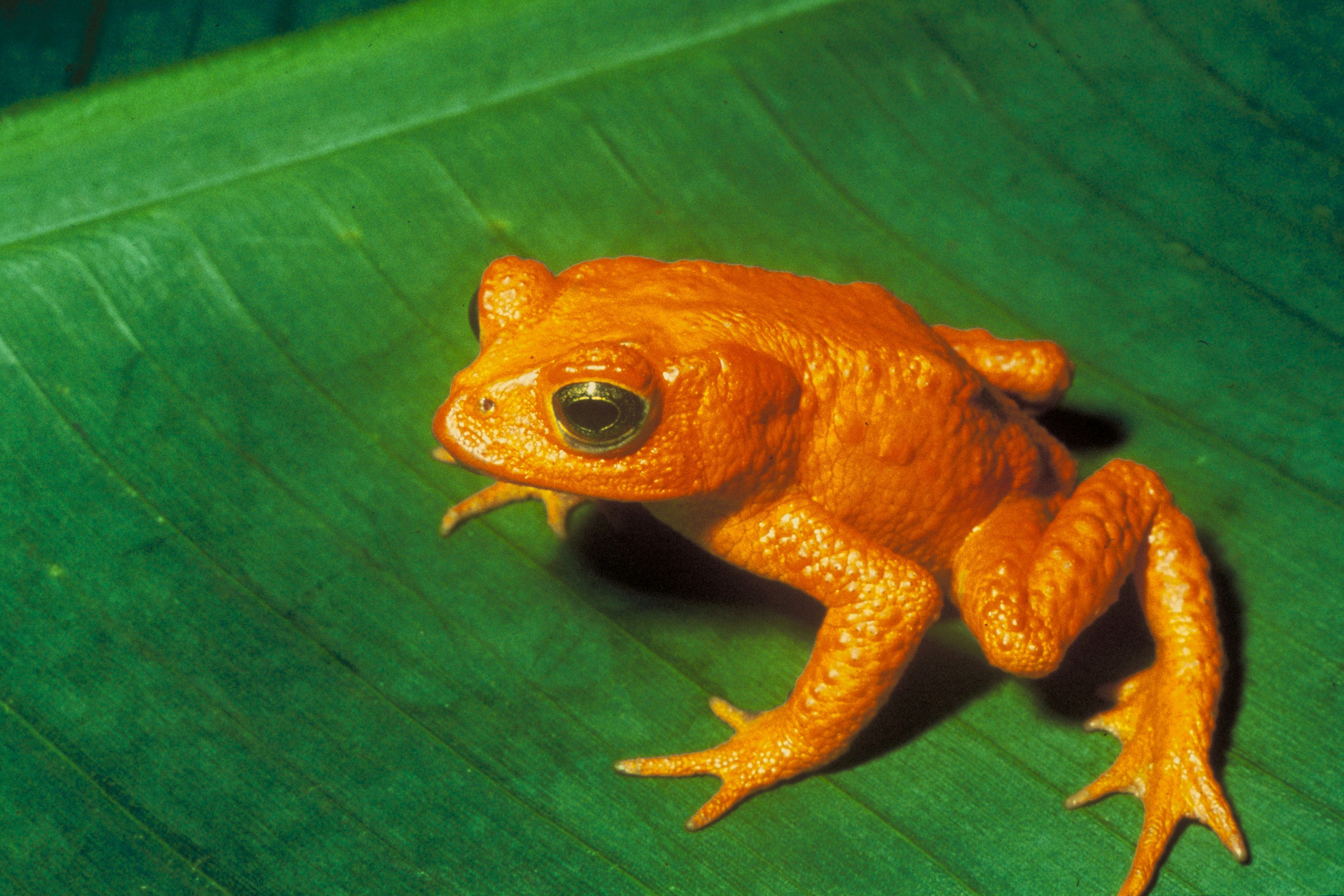
Bufo periglenes fou un dels primers indicadors del declivi dels amfibis. Antigament considerat abundant, fou vist per darrera vegada el 1989. L'última vegada que crià en quantitats normals fou el 1987. El 1988 només se'n trobaren vuit mascles i dues femelles. El 1989, només se'n trobà un exemplar mascle, que fou l'última observació de l'espècie.

Des de la dècada del 1980 s'està produint un dramàtic declivi de les poblacions d'amfibis d'arreu del món, que es caracteritza per col·lapses en les poblacions i per extincions massives localitzades. L'any 1993, les poblacions de més de 500 espècies de granotes i salamandres dels cinc continents presentaven un declivi en la seva població. El declivi dels amfibis està afectant milers d'espècies en tota mena d'ecosistemes, per la qual cosa ha estat assenyalat com una de les amenaces més crítiques a la biodiversitat global.
Els declivis i extincions massives en les poblacions d'amfibis són un problema local amb complexes causes globals. Entre les causes es troben: augments en l'índex de rajos ultraviolats (conseqüència del debilitament de la capa d'ozó), nous depredadors als ecosistemes actuals (espècies introduïdes), fragmentació i pèrdua d'hàbitat, toxicitat i acidesa ambiental, malalties emergents, canvi climàtic, i interaccions entre tots aquests factors.
Inicialment, els informes sobre el dramàtic declivi dels amfibis no foren presos en compte per tota la comunitat científic, i alguns científics argumentaven que les poblacions dels amfibis, com els altres animals, varien amb el temps. Actualment existeix el consens que han tingut lloc alarmants declivis en les poblacions d'amfibis d'arreu del món, i s'espera que els declivis continuïn augmentant.
Com que la majoria dels amfibis estan exposats tant a hàbitats terrestres com aquàtics, i tenint en compte que la seva pell és altament permeable, es creu que els amfibis poden ser més sensibles a les toxines del medi ambient, o als canvis en els patrons de temperatura, pluges o humitat que altres espècies de vertebrats terrestres. Els científics estan començant a descriure els amfibis com a «canaris en una mina de carbó», en referència a un indicador de la contaminació generada per l'activitat humana, i creuen que probablement aviat es començaran a veure afectades altres espècies d'animals.
Davant el nombre creixent d'espècies amenaçades, s'ha implementat una estratègia de conservació a escala internacional per a combatre les múltiples causes del declivi dels amfibis. Els principals mètodes utilitzats són la protecció dels hàbitats naturals, la cria en captivitat, la reintroducció d'amfibis i l'erradicació de determinades espècies invasores.

## Relació amb els humans
Sens dubte, els amfibis han marcat la història dels humans de manera decisiva. Des de temps immemorials, els humans s'han menjat la seva carn i utilitzat el seu verí per a caçar o com a element ritual màgic. Se'ls ha utilitzat en la medicina tradicional de nombroses cultures. Encara avui se n'extreu productes d'interès mèdic i se'ls utilitza com animals de laboratori. De la mateixa manera, els humans també han influït de forma important la majoria d'amfibis. Moltes espècies han estès la seva difusió gràcies als humans o han estat introduïdes en noves regions per ells. Tanmateix, les seves poblacions són sovint delmades per la caça i per la destrucció del seu hàbitat, i se n'ha reduït la difusió. Molts amfibis s'han extingit per l'acció directa o indirecta dels humans.

### Usos dels amfibis

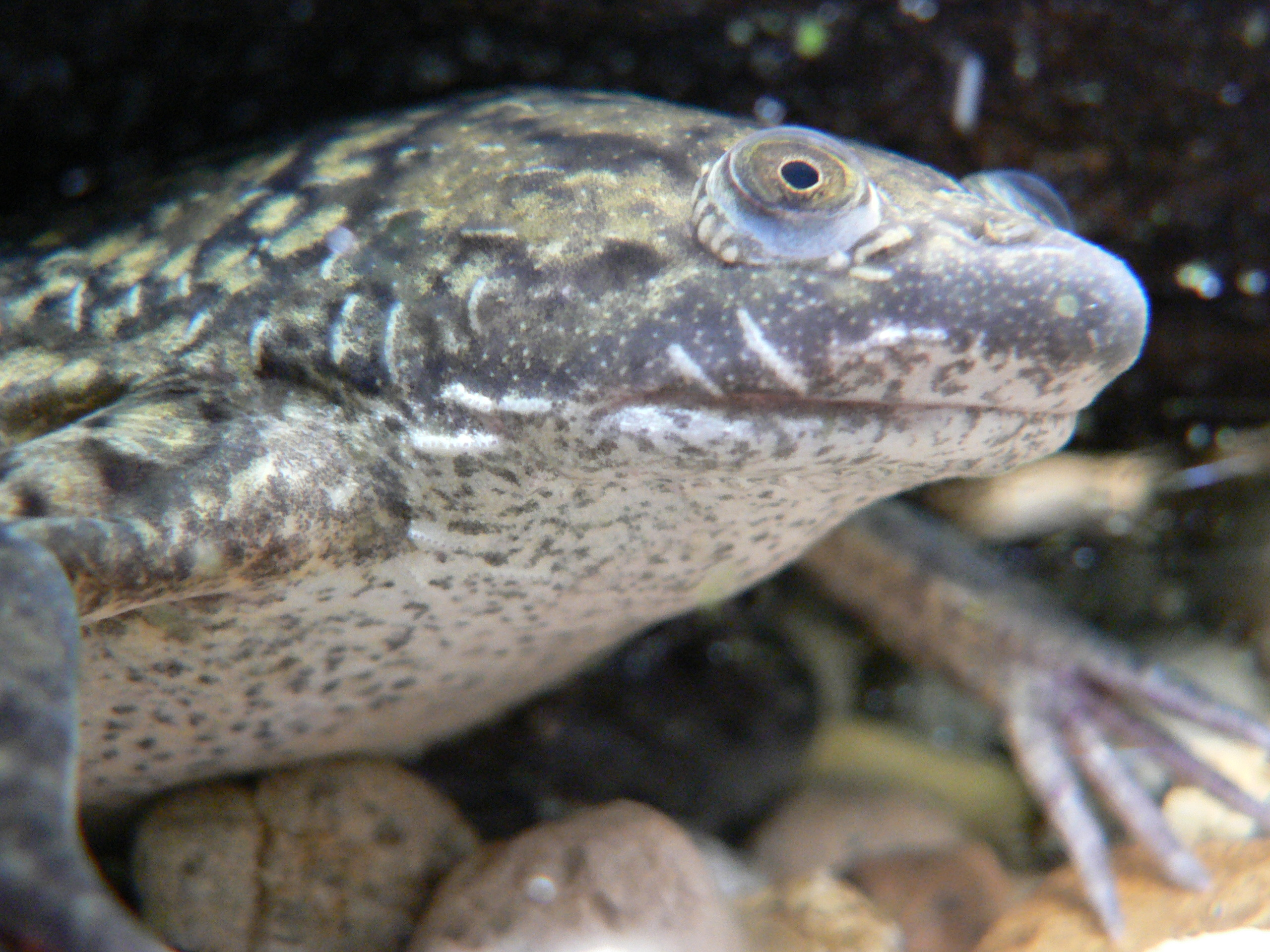
Xenopus laevis és l'amfibi més utilitzat com organisme model.

Els humans han utilitzat una sèrie d'amfibis en l'àmbit de la investigació científica. Aquests animals de laboratori són organismes model. A més, també es cacen animals salvatges per consumir-los o per utilitzar elements de la seva anatomia i/o fisiologia, i es crien animals domèstics que viuen amb els humans i que són mantinguts com animals de companyia. Altres amfibis han estat utilitzats com agents de control biològic, i alguns han tingut un paper important en els ritus religiosos o culturals d'alguns pobles.

#### Motius pel seu ús

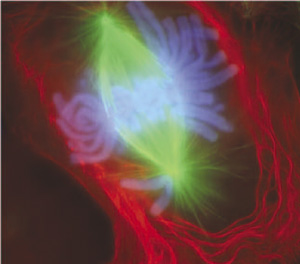
Una cèl·lula pulmonar de tritó experimenta mitosi.

- Un dels motius més importants per la caça o cria d'amfibis és el consum de la seva carn. Les granotes, i més concretament les seves anques són consumides pels humans, tot i que les granotes comestibles només són una cinquantena d'espècies. De fet, la majoria són tòxiques i algunes tenen efectes al·lucinògens. Les potes de granota són extremament populars a Europa, el Canadà i els Estats Units. En la dècada del 1990, Europa importà 6.000 tones de potes de granota. Entre el 1981 i el 1984, els Estats Units importaren més de tres milions de quilograms de potes de granota per any. Això equival aproximadament a 26 milions de granotes.[61]
- Nombroses espècies d'amfibi produeixen secrecions cutànies d'interès mèdic. Per exemple, les secrecions cutànies de la reineta gegant tenen propietats antibacterianes i antivíriques que podrien resultar útils en preparats farmacèutics. La reineta gegant també produeix substàncies que estimulen el pàncrees i l'intestí. Epipedobates tricolor produeix un alcaloide anomenat epibatidina, que serveix com analgèsic 200 vegades més potent que la morfina, però sense produir ni addicció ni efectes sedants. Finalment, s'ha demostrat que les secrecions de Xenopus laevis afavoreixen la curació de talls i ferides, i fins i tot se n'ha pogut elaborar productes per reparar coberteries.
- Un altre ús científic dels amfibis és com organismes model. Els organismes models són espècies intensivament estudiades per entendre fenòmens biològics concrets. Gràcies als experiments realitzats sobre amfibis com Xenopus laevis s'han produït importants avenços científics. Per exemple, cap a la fi del segle xviii, Luigi Galvani feu un experiment amb anques de granota, estudiant la contracció dels músculs sota la influència d'un corrent elèctric,[62] contribuint al posterior descobriment de les cèl·lules electroquímiques per part d'Alessandro Volta. També s'han utilitzat amfibis per estudiar fenòmens bioquímics i cel·lulars, així com per desenvolupar medicaments per un ús humà posterior.
- Els amfibis han estat utilitzats per múltiples cultures en els seus rituals religiosos i màgics, a més de la seva medicina tradicional. La tribu dels katukinas utilitza el verí d'una granota arborícola de l'Amazones per tractar una sèrie de malalties comunes, i els homes de la tribu creuen que aquest verí els dona sort a la caça. Els amerindis dels Estats Units també utilitzaven granotes i gripaus en els seus rituals xamànics; en alguns casos, n'ingerien les secrecions per entrar en estat de trànsit. Un ritu yupik per curar malalties consisteix a posar una granota al cap del malalt, que ha de romandre assegut al sol. Segons la seva creença, la granota es va inflant amb els «vapors» de la malaltia i acaba marxant, enduent-se el mal.[63]

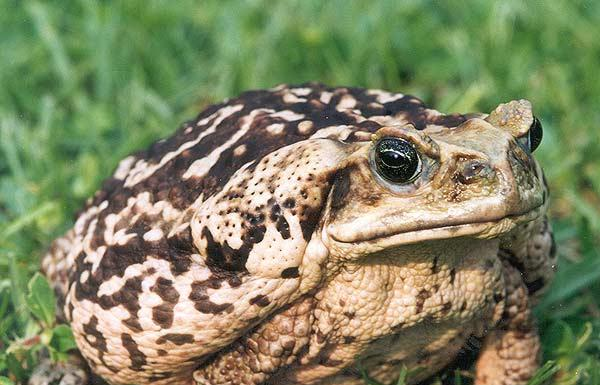
El gripau gegant ha esdevingut una plaga a Austràlia des que hi fou introduït el 1935.

- Finalment, els amfibis tenen un paper important en el control biològic. Com que la seva dieta es compon en gran manera d'insectes, els amfibis eviten que la població d'artròpodes d'un ecosistema determinat exploti, cosa que podria provocar greus danys als conreus. Un augment descontrolat de la població d'insectes no només pot perjudicar l'agricultura, sinó que en alguns casos també pot provocar epidèmies; Dendrobates auratus, un anur originari d'Amèrica Central, fou introduït a Hawaii per controlar-hi les poblacions de mosquits portadors de malalties. La granota bramadora també ha estat introduïda en molts llocs com a agent de control biològic. En algunes ocasions, els plans d'introducció d'una espècie com control biològic han sortit malament. El 1935 s'introduïren gripaus gegants a Austràlia en un intent de controlar l'escarabat gris de la canya de sucre, però en les dècades que han passat des d'aleshores s'han estès més enllà del que estava previst i en nombrosos casos estan perjudicant greument espècies nadiues, tant d'amfibis com d'altres grups.[64]

#### Amfibis domèstics
Nombrosos amfibis són mantinguts com animals de companyia, és a dir, per la felicitat i l'afecte que donen i no per un profit econòmic directe. Per tenir un amfibi en condicions adequades cal tenir un vivari que reprodueixi de la manera més fidel possible l'ecosistema original de l'animal. En el cas dels amfibis aquàtics, cal que sigui un aquari, mentre que els amfibis terrestres requereixen un terrari. El terrari es pot adaptar posant-hi còdols, fulles petites i sòl. Quan s'humiteja el terrari (amb aigua sense clor, car aquest és tòxic i pot travessar fàcilment la pell dels amfibis), es forma un cicle de l'aigua natural dins del microambient. La molsa i les plàntules d'arbre són plantes aptes per aquest tipus de medis. Cal alimentar-los amb una dieta apropiada, que inclogui insectes, larves d'insecte o cucs.
Entre els anurs més populars com animals de companyia hi ha les espècies dels gèneres Hymenochirus, Ceratophrys i Dendrobates, el gripau de ventre de foc oriental, la reineta gegant, la reineta verda i Xenopus laevis. Entre els urodels més populars hi ha la salamandra tigrada, els tritons i especialment l'axolot, preuat pel fet que assoleix la maduresa sexual i viu tota la seva vida sense passar de la fase larvària. Pel seu estil de vida, els gimnofions mantinguts com animals de companyia són molt rars.

### Aspectes culturals

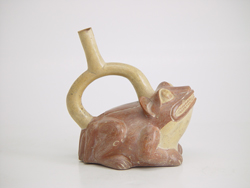
Granota mochica (Perú)

Molts amfibis tenen un paper rellevant en la història cultural. Alguns, als quals s'han assignat qualitats fantàstiques (com les salamandres i el seu suposat domini sobre el foc) són animals heràldics o símbols i emblemes. Molts amfibis, especialment els anurs, han aparegut en faules i contes de fades, sovint com amics de les bruixes o com víctimes dels seus encanteris. En almenys una ocasió, la granota ha representat la vanidesa. També existeixen cultures que han relacionat els amfibis amb la fertilitat, la fortuna, la protecció i altres aspectes beneficiosos. Els xamans de les religions primitives els utilitzaven com símbols religiosos i per elaborar drogues al·lucinògenes. A l'antic Egipte, la deessa del naixement Hequet era representada amb cap de granota, i es posaven objectes amb forma d'amfibis a les tombes per repel·lir els dimonis de l'inframón. D'altra banda, el poble mochica de l'antic Perú venerava els animals, i sovint presentava granotes al seu art.

## Sistemàtica i història evolutiva
Els amfibis són probablement un grup monofilètic. Això vol dir que descendeixen tots d'un mateix avantpassat comú i que inclouen tots els descendents d'aquest avantpassat comú. Les seves tres infraclasses (Lepospondyli, Temnospondyli i Lissamphibia) també són tàxons monofilètics.

### Primers tetràpodes

Peixos d'aletes lobulades i tetràpodes amfibis del Devonià superior

Es creu que els primers tetràpodes evolucionaren en hàbitats d'aiguamolls i aigües poc profundes de finals del Devonià, fa poc més de 365 milions d'anys. A l'acabament del Devonià, les plantes terrestres havien estabilitzat els hàbitats d'aigua dolça, permetent el desenvolupament de les primeres zones humides, amb xarxes tròfiques cada cop més complexes. En aquest temps també existien hàbitats pantanosos com ara zones humides somes, llacunes costaneres i grans deltes fluvials salabrosos, i hi ha molts indicis que els tetràpodes evolucionaren en aquest tipus de medi. S'han trobat fòssils de tetràpodes primitius en sediments marins, i com que els fòssils dels tetràpodes primitius en general es troben arreu del món, degueren haver-se escampat seguint les línies costaneres; no podrien haver viscut únicament en aigua dolça.
Durant els trenta milions d'anys que separaren els tetràpodes del Devonià superior i els amfibis del Carbonífer mitjà (bretxa de Romer) es desenvoluparen la columna vertebral dels tetràpodes, les potes amb dits i altres adaptacions a la vida terrestre. Les orelles i el crani també sofriren canvis. El nombre de dits de les potes quedà estandarditzat en cinc, a mesura que els llinatges amb més dits s'extingien.

### Amfibis del Carbonífer

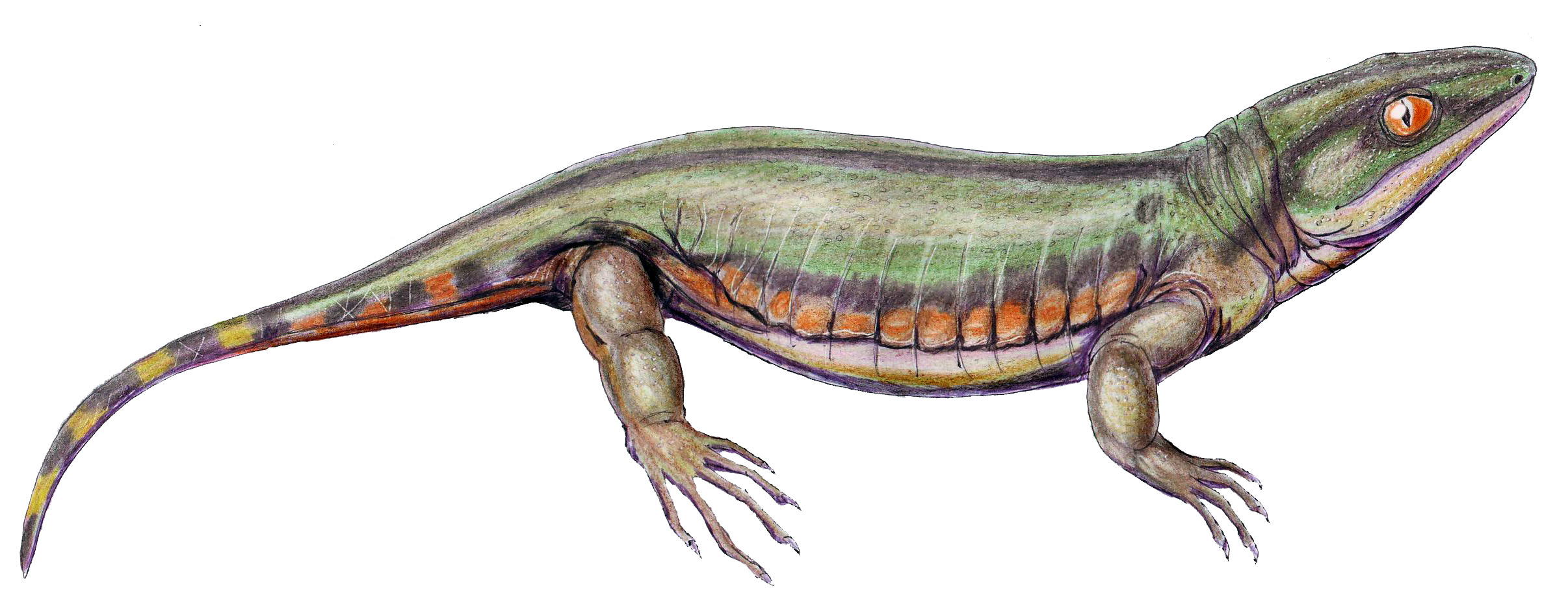
Tuditanus punctulatus, un microsaure del Pennsylvanià de Nord-amèrica.

Els amfibis del Carbonífer (aprox. 360-300 milions d'anys) ja havien esdevingut diversos i nombrosos a mitjans del període. Alguns d'ells mesuraven fins a sis metres de llarg, i els que tenien una vida adulta principalment terrestre tenien una pell escatosa. Entre ells hi havia el que antigament s'anomenaven labirintodonts, un grup que ja no s'utilitza perquè en descendeixen els amniotes. Els labirintodonts que sí que eren amfibis tenien un estil de vida principalment aquàtic, amb brànquies ben desenvolupades en estat adult i pulmons primitius. Probablement caçaven en aigües somes, i mesuraven fins a dos metres de llarg.
Els temnospòndils del Carbonífer incloïen formes semiaquàtiques primitives de mida mitjana (Dendrerpeton) o gran (cocleosaure). Altres, més avançades, eren petites i s'assemblaven a tritons o salamandres (Limnerpeton), i un grup, el dels branquiosaures i els seus parents, fins i tot conservava brànquies externes com l'axolot d'avui en dia. A l'acabament del Carbonífer i principis del Permià (fa uns 300 milions d'anys), alguns grups desenvoluparen potes i vèrtebres fortes i robustes, i s'adaptaren plenament a la vida terrestre (Cacops i els altres dissoròfids) o com depredadors semiaquàtics de fesomia semblant a la dels cocodrils (Eryops, Achelomas).
L'últim gran grup d'amfibis del Carbonífer foren els lepospòndils. Eren animals amb una varietat de formes curioses: d'anguila, de serp, de sargantana, de tritó, etc. Es caracteritzaven per les seves vèrtebres senzilles amb forma de bobina, que no eren preformades en cartílag sinó que creixien com cilindres ossis al voltant del notocordi. Generalment, la part superior de la vèrtebra (l'arc neural) estava fusionat amb el centre. N'eren exemples els aïstòpodes i els microsaures, que segons algunes autoritats podrien ser els avantpassats dels urodels.

### Amfibis del Permià

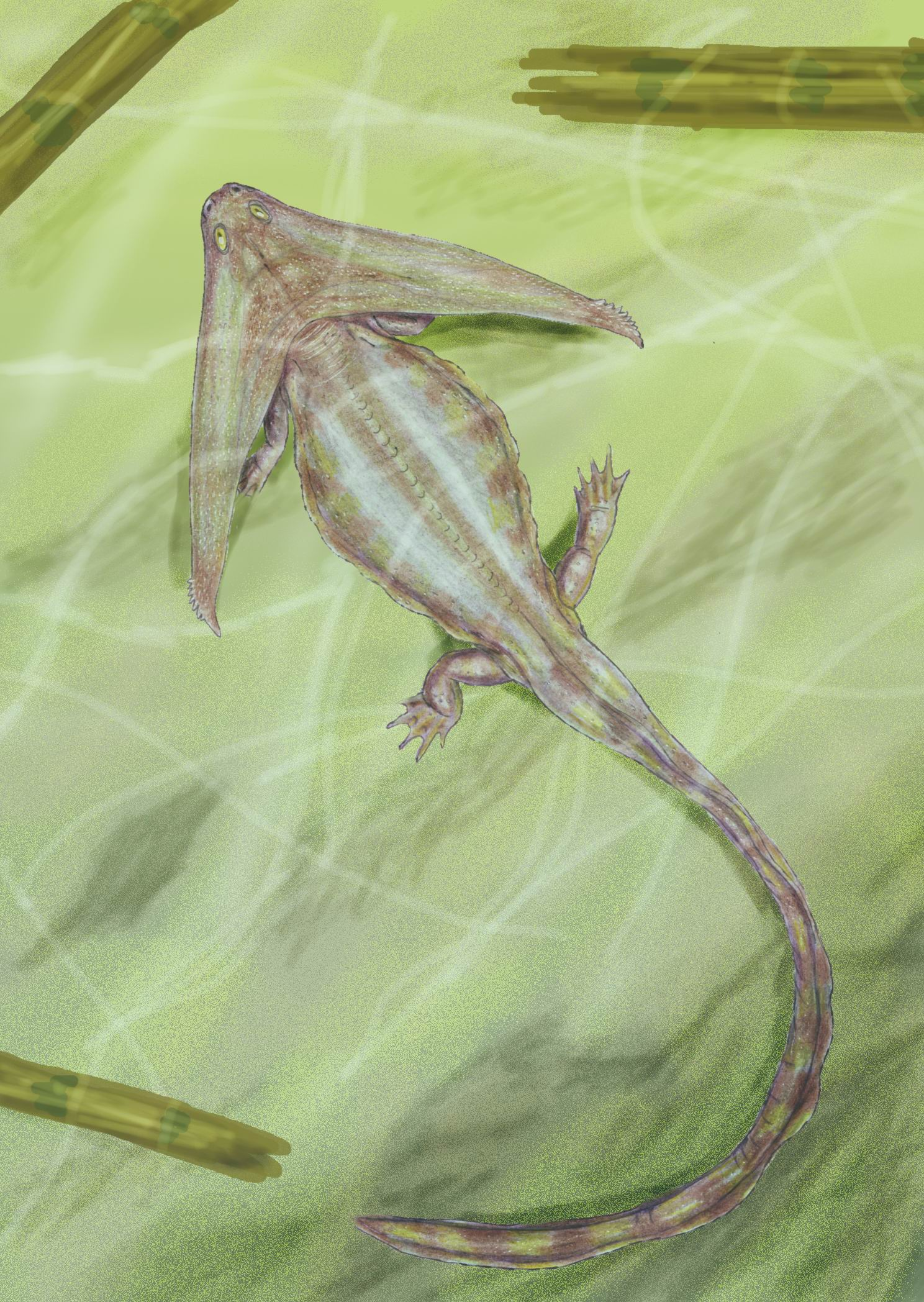
Diploceraspis, un amfibi del Permià similar a Diplocaulus.

En comparació amb el Carbonífer el Permià (aprox. 300-250 milions d'anys) fou un període àrid i sec. Això, juntament amb l'èxit creixent dels rèptils, significà la fi dels temnospòndils terrestres. En canvi, els temnospòndils semiaquàtics i aquàtics continuaren prosperant. A mesura que es diversificaven als rius i llacs del Permià superior, alguns d'ells esdevingueren més dependents de la vida aquàtica; se'ls feren les vèrtebres dèbils, les potes petites i vestigials, i el crani pesant se'ls feu gran i pla, amb els ulls mirant cap amunt. En són un exemple els estereospòndils. En alguns llocs, els temnospòndils semiaquàtics ocuparen el nínxol ecològic dels cocodrils, i a vegades fins i tot assumiren una morfologia similar.
D'altra banda, els lepospòndils desenvoluparen algunes de les seves formes més conegudes. Els microsaures arribaren a la seva màxima diversitat, incloent-hi espècies ben adaptades a la vida a la terra (Tuditanus i Pantylus), espècies de vida subterrània, i espècies aquàtiques. Els lisoròfids foren un grup d'amfibis semblants als aïstòpodes que prosperaren al Permià.
Fa 251,4 milions d'anys, l'extinció permiana provocà l'extinció del 57% de les famílies i el 83% dels gèneres d'éssers vius. L'extinció eliminà el 70% dels vertebrats terrestres, incloent-hi dos terços dels amfibis que vivien a la terra, i provocà un canvi tan dràstic en els ecosistemes globals que els amfibis ja quedarien desplaçats per sempre més del primer pla ecològic pels animals amniotes.

### Amfibis després del Paleozoic
En general, el clima sec i àrid del Triàsic fou molt més favorable pels amniotes (i sobretot pels sauròpsids) que no pas pels amfibis. Tot i que encara hi havia amfibis de gran mida, estaven limitats als hàbitats aquàtics o semiaquàtics i en clar retrocés. Per aquest motiu, aquests grans amfibis eren especialment vulnerables a les sequeres; s'han trobat nombroses tombes massives de metoposaures, probablement d'animals que s'havien agrupat al voltant de les últimes masses d'aigua que quedaven durant una sequera.
Amb l'extinció dels lepospòndils a la fi del Permià, els temnospòndils esdevingueren de llarg el grup dominant d'amfibis, però a principis del Mesozoic aparegueren els lissamfibis, o amfibis moderns.

#### Aparició dels ordres moderns

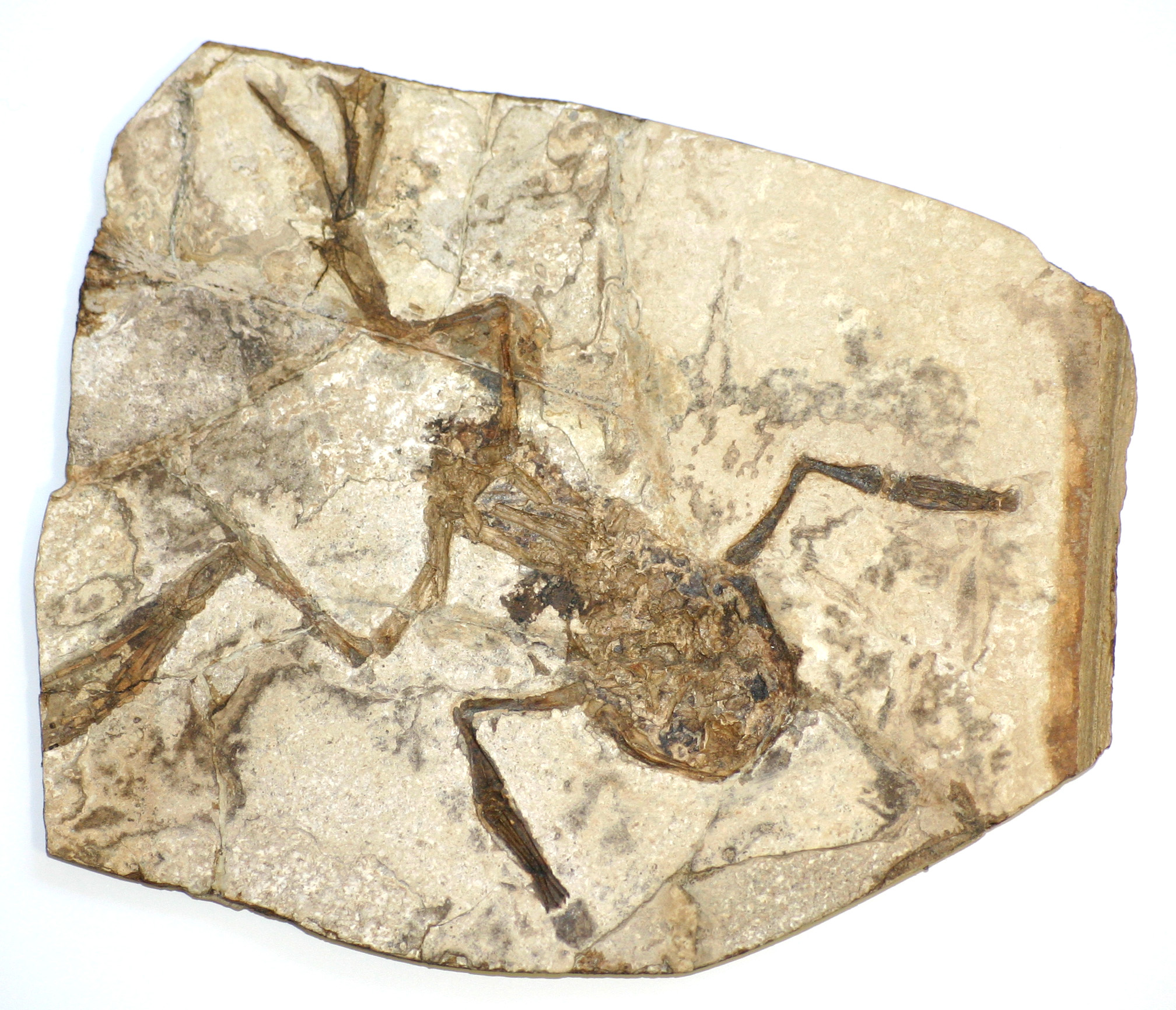
Una granota fossilitzada de la República Txeca.

Fins al descobriment de la forma permiana Gerobatrachus hottoni, un batraci tija amb moltes característiques semblants a les de les salamandres, la granota primitiva més antiga coneguda era Triadobatrachus massinoti, del Triàsic inferior de Madagascar. El crani és de granota, sent ample i amb òrbites grans, però el fòssil té trets que el diferencien dels amfibis moderns, com ara un ili diferent, un cos més llarg amb més vèrtebres, i vèrtebres de la cua separades (en els anurs moderns, les vèrtebres caudals estan fusionades, formant un «urostil» o «còccix»). La tíbia i el peroné no estaven fusionats, de manera que és improbable que Triadobatrachus fos un bon saltador.
La granota autèntica més primitiva és Vieraella herbsti, del Juràssic inferior (fa 213-188 milions d'anys). Només és coneguda a partir d'impressions dorsals i ventrals d'un únic exemplar i s'estimà la seva llargada en 33 mm des del musell fins a la cloaca. Notobatrachus degiustoi, del Juràssic mitjà, és lleugerament més recent (fa 170-155 milions d'anys). És probable que al període Juràssic l'evolució dels anurs moderns ja fos completa. Els canvis evolutius principals inclogueren l'escurçament del cos i la pèrdua de la cua.
Les restes fòssils més antigues conegudes d'un urodel es remunten al Juràssic inferior, amb un sirènid d'espècie indeterminada descobert a Andhra Pradesh (Índia). Tanmateix, es creu que el llinatge que porta als urodels ja s'havia separat de la resta d'amfibis al Permià mitjà-superior. Els primers urodels s'assemblaven probablement als criptobrancoïdeus d'avui en dia. Les anàlisis filogenètiques indiquen que tots els urodels basals tenien una distribució asiàtica, cosa que implicaria que tots els grups moderns d'aquest ordre d'amfibis tenen el seu origen en aquest continent. Els fòssils també indiquen que el pla corporal bàsic dels urodels ha romàs estable al llarg dels últims 150 milions d'anys.
El primer gimnofió conegut és Eocaecilia micropodia, del Juràssic inferior d'Arizona (Estats Units). Compartia característiques amb les salamandres i els microsaures. A diferència dels gimnofions moderns, Eocaecilia tenia potes, i posseïa ulls ben desenvolupats que demostren que no tenia un estil de vida subterrani.

### Extinció K-Pg i després
A mitjans del Cretaci ja quedaven ben pocs temnospòndils. L'extinció del Triàsic-Juràssic n'havia eliminat totes les famílies de mida més gran, deixant només les famílies Brachyopidae i Chigutisauridae, i també havien sofert molt per la competència primer dels fitosaures i després dels crocodilians. El registre fòssil dels temnospòndils desapareix abans de l'extinció K-Pg, però si encara haguessin quedat alguns supervivents, l'extinció hauria acabat amb ells.
No hi ha proves que es produïssin extincions massives d'amfibis al límit K-Pg, i les proves indiquen que la majoria de grups d'amfibis sobrevisqueren l'extinció relativament intactes. Diversos estudis detallats de gèneres de salamandres en capes fòssils de Montana mostren que sis d'entre set gèneres romangueren inalterats després de l'extinció.
Les espècies de granota semblen haver sobreviscut i haver entrat al Paleocè amb pèrdues molt lleugeres. Tanmateix, el registre fòssil de famílies i de gèneres d'anurs és desigual. Un estudi detallat de tres gèneres de granota a Montana mostra que no foren afectats per l'extinció del Cretaci-Paleogen i sobrevisqueren sense canvis aparents. La informació presenta pocs o cap indici d'extincions de famílies d'amfibis a voltants de l'extinció K-Pg. La supervivència dels amfibis fou conseqüència de la seva capacitat de refugiar-se dins l'aigua, així com de construir caus en sediments, al sòl, en fusta o a sota de roques.
Durant el Cenozoic, els amfibis han romàs relativament estables, i l'únic esdeveniment de gran rellevància evolutiva fou l'extinció durant el Pliocè (fa aproximadament quatre milions d'anys) dels al·locaudats, un quart ordre de lissamfibis que havia existit des del Juràssic mitjà.

### Sistemàtica
Els amfibis estan subdividits en dues subclasses amb tres ordres vivents i set d'extints. Tots els amfibis vivents pertanyen a la subclasse dels lissamfibis, tot i que algunes autoritats pensen que els lissamfibis evolucionaren de formes especialitzades de temnospòndils o de lepospòndils.
- Subclasse Lissamphibia
  - Ordre Anura
    - Subordre Archaeobatrachia
    - Subordre Mesobatrachia
    - Subordre Neobatrachia

  - Ordre Caudata
    - Subordre Cryptobranchoidea
    - Subordre Salamandroidea
    - Subordre Sirenoidea

  - Ordre Gymnophiona

Notes:
- L'ordre dels anurs inclou tant les granotes com els gripaus. Tanmateix, la distinció entre ambdós és purament vernacular i no es correspon amb cap realitat taxonòmica.
- La distinció entre els subordres dels arqueobatracis, mesobatracis i neobatracis està àmpliament consensuada, però les relacions entre les diferents famílies encara són objecte de debat.[82]
- Dins de l'ordre dels caudats, s'utilitza el clade Neocaudata per separar els criptobrancoïdeus i salamandroïdeus dels sirenoïdeus.
- L'ordre dels gimnofions, l'únic que no se subdivideix en subordres, inclou sis famílies vivents.

### Ordres extints
La classificació tradicional dels amfibis afegia una tercera subclasse, la dels labirintodonts, que incloïa una gran diversitat de formes extintes que visqueren entre el Devonià i el Cretaci. Tanmateix, amb l'aplicació de mètodes filogenètics, aquesta classificació canvià i es descartà el grup dels labirintodonts per ser parafilètic (els temnospòndils i els rèptils descendeixen d'aquest grup però no hi estan inclosos). També cal tenir en compte que alguns tetràpodes primitius, tot i ser sovint denominats «amfibis» i ser molt propers a ells morfològicament i evolutiva (com ara Ichthyostega o Elginerpeton), no entren dins el grup terminal Amphibia.
Ordres extints:
- Sense subclasse
  - Temnospondyli
- Subclasse Lissamphibia
  - Allocaudata
- Subclasse Lepospondyli
  - Adelospondyli
  - Aistopoda
  - Lysorophia
  - Microsauria
  - Nectridea